# Культурна спадщина
Культу́рна спа́дщина — сукупність успадкованих людством від попередніх поколінь об'єктів культурної спадщини, результат духовної і матеріальної діяльності. 1963 року створена загальноєвропейська федерація Europa Nostra з метою популяризації і захисту культурної спадщини та природного середовища Європи.

## Об'єкти культурної спадщини
Під «культурною спадщиною» розуміються:
- пам'ятки: твори архітектури, монументальної скульптури й живопису, елементи та структури археологічного характеру, написи, печери та групи елементів, які мають видатну універсальну цінність з точки зору історії, мистецтва чи науки;[2]
- ансамблі: групи ізольованих чи об'єднаних будівель, архітектура, єдність чи зв'язок з пейзажем яких є видатною універсальною цінністю з точки зору історії, мистецтва чи науки;
- визначні місця: твори людини або спільні витвори людини й природи, а також зони, включаючи археологічні визначні місця, що є універсальною цінністю з точки зору історії, естетики, етнології чи антропології[3].

До культурної спадщини відноситься також: вміст бібліотек, музеїв, архівів. До матеріальної культури належать також архітектурні будівлі: церкви, монастирі, замки, палаци та інші культурні та архітектурні пам'ятники.

## Правовий захист
Відповідно до ст. 54 Конституції України культурна спадщина охороняється законом.

| …Держава забезпечує збереження історичних пам'яток та інших об'єктів, що становлять культурну цінність, вживає заходів для повернення в Україну культурних цінностей народу, які знаходяться за її межами. |
| --- |
Положення Конституції України конкретизовано в 
Законі України «Про охорону культурної спадщини».
Генеральна конференція Організації Об'єднаних Націй з питань освіти, науки і культури, що зібралася в Парижі з 17 жовтня по 21 листопада 1972 року на свою сімнадцяту сесію, 16 листопада прийняла Конвенція про охорону всесвітньої культурної і природної спадщини для збереження та популяризації культурної і природної спадщини. Україна приєдналася до неї 4 жовтня 1988 року.

## Проблеми управління культурною спадщиною
В Україні кореневою причиною проблем, пов'язаних з управлінням культурною спадщиною, є відсутність компетентного управління. Наприклад, відсутність контролю за станом пам'яток призводить до їх руйнування, а відсутність чітко сформованого алгоритму дій та складного процесу отримання дозволів може затягнути процес реставрації. Ці проблеми змушують власників пам'яток виконувати роботи самостійно, що може бути небезпечним. Крім того, мешканці не завжди знають про статус своїх будинків як культурної спадщини, тому можуть не виконувати обов'язки щодо їх збереження. Ці проблеми є типовими для багатьох громад в Україні.
Часто можна почути твердження, що проблеми з культурною спадщиною виникають через недостатнє фінансування. Однак, у багатьох випадках об'єкти культурної спадщини перебувають у власності приватних осіб, ОСББ або державних установ, тому відповідальність за їхній стан лежить не тільки на місцевій владі. Проте, саме місцева влада має повноваження захищати культурну спадщину та використовувати різні інструменти для спонукання власників нерухомості до належного поводження з культурними об'єктами.
Ключові проблеми з управлінням культурною спадщиною в громадах:
1. Відсутність або розпорошеність відповідальності – не визначено, хто несе відповідальність за культурну спадщину через відсутність чіткої системи відповідальності або розпорошеності відповідальності. Наприклад, деякі громади можуть передавати питання культурної спадщини на обласний рівень, але не мати службовців, які спеціалізуються на культурній спадщині, що ускладнює здійснення відповідальності.
2. Сприйняття управління як виключно контролю та розподілу фінансування – коли службовці розуміють свої функції виключно як здійснення примусу, накладання штрафів та виділення фінансування на роботи, без наявності інших інструментів управління, таких як інформування, співфінансування та взаємодія.
3. Закритість, кумівство та непотизм –  робота з певними об'єктами та зацікавленими сторонами, яка може відбуватися без взаємодії або з відкритими конфліктами з іншими. Також може бути наявне дружнє коло експертів, яке не виключає інших людей і громадськість.
4. Погане володіння інформацією та фактажем – часто громади не мають належної інформації про свою культурну спадщину, не тільки стосовно її кількості або фізичного стану, але й, зокрема, про плани, наявну документацію, концепції використання тощо.
5. Нерозуміння множинності підходів – часто відповідальні особи у місцевій владі, які займаються реконструкцією та використанням пам'яток, мають свої власні переконання про те, яким чином слід організовувати ці процеси. Водночас вони можуть не мати достатньої компетенції для оцінювання інших, альтернативних підходів, і не проводять відкриті дискусії зі заінтересованими сторонами з метою пошуку найбільш оптимального рішення.
6. Неефективність або відсутність цілих процесів – місцеві громади часто не мають цілісних реєстрів культурної спадщини, а отримання нової інформації про неї не є структурованим процесом. Навіть коли такі процеси існують, вони неавтоматизовані, не прозорі та не сталі, відбуваються лише за наявності часу та можливостей.
7. Перекладання відповідальності суто на органи влади – мешканці часто пов'язують культурну спадщину виключно з відповідальністю місцевої влади, не беручи до уваги наявність різних власників та свою власну відповідальність за нерухомість. Місцева влада не пояснює мешканцям цю ситуацію, беручи на себе ролі, які їй не належать, наприклад, відповідальність за реставрацію всіх пам'яток архітектури. Це спричиняє патерналістське ставлення до громади.[6]